# Jensenhovden
Der Jensenhovden ist ein Gebirgskamm in der Heimefrontfjella des ostantarktischen Königin-Maud-Lands. In der Sivorgfjella ragt er im nördlichen Teil des Skjønsbergskarvet auf.
Wissenschaftler des Norwegischen Polarinstituts benannten ihn 1967 nach dem Lehrer Magnus Jensen (1902–1990), einem Anführer der Widerstandsbewegung gegen die deutsche Okkupation Norwegens im Zweiten Weltkrieg.